# Пенде Пигадия (крепост)
Пенде Пигадия (на гръцки: Κάστρο στα Πέντε Πηγάδια, в превод Пет кладенци) е крепост с многоъгълна форма, издигната в бароков стил в началото на 19 век, вблизост до село Клисура, дем Зирос, Епир, Гърция. Представлява едно от най-модерните фортификационни съоръжения за времето си в световен мащаб.
Крепостта е издигната на стратегическо място, позволяващо осъществяването на контрол на пътя между Арта и Янина. Построена е по френски образец на укрепителното изкуство от началото на 19 век, идеята на което била изграждането на много малки многоъгълни крепости в рамките на неголяма територия и на сравнително близко разстояние една от друга, което позволявало посредством припокриването им – ефективна защита на голяма площ.
Край крепостта на Пенде Пигадия се разиграват едни от най-значимите битки в съвременната гръцка история – тази от октомври 1821 г., друга битка при Пенде Пигадия през Балканската война и битка при Бизани.
Крепостта е относително добре запазена, и заедно с другата в Епир крепост на Али паша Янински над Парга, е една от атракциите на фортификационното изкуство.